# Racing White Daring Molenbeek 2003
Racing White Daring Molenbeek 2003 is een voormalige Belgische voetbalclub uit het Brusselse. De club was aangesloten bij de KBVB met stamnummer 9449 en had rood-wit-zwart als kleuren. De club speelde in de provinciale reeksen. De eerste ploeg speede in het Verbieststadion in Sint-Jans-Molenbeek, de reserveploeg in Bekkerzeel.

## Geschiedenis
De club werd opgericht als Racing Whitestar Daring Molenbeek in 2003, na het verdwijnen van voormalig eersteklasser en voormalig Belgisch landskampioen Racing White Daring Molenbeek, (afkorting ook RWDM), aangesloten bij de KBVB met stamnummer 47. Verschillende mensen van RWDM en zijn entourage stapten dat jaar over naar KFC Strombeek, dat als FC Brussels in RWDM's Edmond Machtens Stadion ging spelen.
Een groep supporters ijverde echter voor het behoud van de letters "RWDM". Stamnummer 47 was definitief geschrapt, dus richtte men een nieuwe club op. Het bondsreglement stelt echter "Indien een club haar benaming, om welke reden ook prijsgeeft, mag deze niet opnieuw aangenomen worden door haarzelf of door een andere club, dan na een verloop van tien jaar"; de nieuwe club mocht dus niet exact dezelfde naam dragen als het verdwenen RWDM. Als naam werd zo Racing Whitestar Daring Molenbeek aangenomen, een kleine variant op de naam van de verdwenen club, die eveneens tot RWDM kon afgekort worden. De "Whitestar" verwees naar de witte ster en White Star, een van de clubs die vroeger ooit in RWDM waren opgegaan. Ook de clubkleuren en het logo werden van de verdwenen club genomen. De nieuw opgerichte club sloot zich aan bij de KBVB met stamnummer 9449, en moest als nieuwe club helemaal onderaan de ladder van start gaan in competitie, namelijk in de Brabantse Vierde Provinciale.
In 2006 beëindigde RWDM het seizoen als kampioen van zijn reeks in Vierde Provinciale. Na het seizoen fusioneerde men echter met Zwarte Duivels Hulsbeek-Geetbets (stamnummer 6011), dat in Eerste Provinciale speelde. RWDM kon hierdoor vanaf 2006/07 aantreden in de hoogste provinciale reeks. De club kende echter problemen binnen het bestuur, op organisatorisch gebied, en op sportief vlak. RWDM sloot zijn eerste seizoen in Eerste Provinciale al af op een laatste plaats en degradeerde al meteen. Ook het jaar nadien werd men in Tweede Provinciale allerlaatste, zodat men in 2008 aantrad in Derde Provinciale. Ook in Derde Provinciale werd men allerlaatste en zo zakte de club in sneltempo weg tot op het allerlaagste provinciale niveau.
In 2010 wijzigde de club haar naam in Racing White Daring Molenbeek 2003.
In juni 2012 nam de club via een groep rond Michel De Wolf zijn voornemen kenbaar om het stamnummer 9026 van FC Bleid-Gaume, dat in slechte financiële papieren zat, over te nemen. Die club zou in het seizoen 2012/13 zijn thuiswedstrijden spelen op het derde terrein van het Edmond Machtensstadion. RWDM 2003 zou ondertussen nog een jaar verder in de provinciale reeksen. Vanaf het seizoen 2013/14 zou dan onder het stamnummer 9026 van Bleid verdergegaan worden als RWDM 47 in Derde Klasse. Het stamnummer 9449 zou hierbij verdwijnen. Deze plannen gingen echter niet door en RWDM 2003 blijft gewoon verder spelen in Vierde Provinciale met het stamnummer 9449. Vincent Kompany investeerde namelijk in voetbalclub FC Bleid-Gaume, dat vanaf 2013 als BX Brussels in Brussel ging spelen.
RWDM 2003 behaalde ondertussen in 2013 een gedeelde tweede plaats in zijn reeks in Vierde Provinciale. RWDM 2003 won een testwedstrijd tegen de B-ploeg van Sporting Eizeringen en behaalde daardoor promotie naar Derde Provinciale. De club gaf in het seizoen 2013/14 echter algemeen forfait en verdween daarna. Stamnummer 9449 werd geschrapt.